# Campeonato Mundial de Voleibol Feminino Sub-18 de 2017
O Campeonato Mundial de Voleibol Feminino Sub-18 de 2017 foi a 15ª edição da competição, disputada entre 20 seleções mundiais, no período de 18 a 27 de agosto, sendo realizada nas cidades argentinas de Rosário e Santa Fé.
A Seleção Italiana conquistou seu segundo título de forma consecutiva ao derrotar na final a Seleção Dominicana, e na disputa de terceiro lugar a Seleção Russa venceu a representação da Turquia completando o pódio.
A ponteira italiana Elena Pietrini foi premiada como melhor jogadora (MVP) da competição.

## Equipes qualificadas
| Torneio de qualificação          | Data                             | Sede      | Vagas             | Qualificados         | Última participação |
| -------------------------------- | -------------------------------- | --------- | ----------------- | -------------------- | ------------------- |
| País-sede                        | 2 de fevereiro de 2016           | Lausana   | 1                 | Argentina            | 2015                |
| Campeonato Sul-Americano de 2016 | 24 a 28 de agosto de 2016        | Lima      | 2                 | Brasil               | 2015                |
| Campeonato Sul-Americano de 2016 | 24 a 28 de agosto de 2016        | Lima      | 2                 | Peru                 | 2015                |
| Campeonato NORCECA de 2016       | 2 a 7 de setembro de 2016        | San Juan  | 2                 | República Dominicana | 2015                |
| Campeonato NORCECA de 2016       | 2 a 7 de setembro de 2016        | San Juan  | 2                 | Estados Unidos       | 2015                |
| Campeonato Asiático de 2017      | 5 a 13 de março de 2017          | Chongqing | 4                 | Japão                | 2015                |
| Campeonato Asiático de 2017      | 5 a 13 de março de 2017          | Chongqing | 4                 | China                | 2015                |
| Campeonato Asiático de 2017      | 5 a 13 de março de 2017          | Chongqing | 4                 | Coreia do Sul        | 2015                |
| Campeonato Asiático de 2017      | 5 a 13 de março de 2017          | Chongqing | 4                 | Tailândia            | 2015                |
| Copa Pan-Americana de 2017       | 28 de março a 2 de abril de 2017 | Havana    | 1 CSV e 2 NORCECA | Colômbia             | estreante           |
| Copa Pan-Americana de 2017       | 28 de março a 2 de abril de 2017 | Havana    | 1 CSV e 2 NORCECA | Cuba                 | 2015                |
| Copa Pan-Americana de 2017       | 28 de março a 2 de abril de 2017 | Havana    | 1 CSV e 2 NORCECA | México               | 2013                |
| Campeonato Europeu de 2017       | 6 a 9 de abril de 2017           | Arnhem    | 6                 | Rússia               | 2015                |
| Campeonato Europeu de 2017       | 6 a 9 de abril de 2017           | Arnhem    | 6                 | Itália               | 2015                |
| Campeonato Europeu de 2017       | 6 a 9 de abril de 2017           | Arnhem    | 6                 | Bielorrússia         | estreante           |
| Campeonato Europeu de 2017       | 6 a 9 de abril de 2017           | Arnhem    | 6                 | Sérvia               | 2015                |
| Campeonato Europeu de 2017       | 6 a 9 de abril de 2017           | Arnhem    | 6                 | Eslovênia            | 2013                |
| Campeonato Europeu de 2017       | 6 a 9 de abril de 2017           | Arnhem    | 6                 | Alemanha             | 2015                |
| Ranking Mundial                  | a partir de 1 de janeiro de 2017 | Lausana   | 2                 | Turquia              | 2015                |
| Ranking Mundial                  | a partir de 1 de janeiro de 2017 | Lausana   | 2                 | Bélgica              | 2015                |
| Total                            |                                  |           | 20                |                      |                     |

## Locais dos jogos
| Local 1                         |
| ------------------------------- |
| Santa Fe, Argentina             |
| Estadio Universidad Tecnológica |
| Capacidade: 5 000               |

| Local 2                         |
| ------------------------------- |
| Rosário , Argentina             |
|                                 |
| Estadio Cubierto Claudio Newell |
| Capacidade: 7 500               |

## Fórmula da disputa
A competição será disputada por 20 seleções mundiais, distribuídas proporcionalmente em quatro grupos, A, B, C e D, todas se enfreando em cada grupo, resultando em 16 times classificados para a disputa das oitavas de final e as demais disputarão as posições do décimo sétimo ao vigésimo lugares.
As equipes vencedoras da fase de oitavas de final disputarão as quartas de final e as eliminadas as disputas pelas posições inferiores; já as vencedoras da quartas de final disputarão a semifinal e as eliminadas disputarão do quinto ao oitavo lugares.
As equipes que venceram as semifinais competirão pelo título na grande final e as perdedoras a disputa pelo bronze.

## Primeira fase
|  | Qualificados para a Oitavas de final                |
|  | Qualificados para as Disputas do 17º ao 20º lugares |

### Grupo A
Classificação
|     |               |     | Jogos | Jogos | Jogos | Pontos | Pontos | Pontos | Sets | Sets | Sets  |
| Pos | Equipe        | Pts | T     | V     | D     | V      | P      | R      | V    | P    | R     |
| --- | ------------- | --- | ----- | ----- | ----- | ------ | ------ | ------ | ---- | ---- | ----- |
| 1   | Argentina     | 11  | 4     | 4     | 0     | 377    | 317    | 1.189  | 12   | 4    | 3,000 |
| 2   | Eslovênia     | 7   | 4     | 2     | 2     | 322    | 307    | 1.049  | 9    | 6    | 1.500 |
| 3   | Alemanha      | 5   | 4     | 2     | 2     | 395    | 393    | 1.005  | 9    | 10   | 0.900 |
| 4   | Coreia do Sul | 5   | 4     | 2     | 2     | 305    | 328    | 0.930  | 6    | 9    | 0.667 |
| 5   | Cuba          | 2   | 4     | 0     | 4     | 327    | 381    | 0.858  | 5    | 12   | 0.417 |

Resultados
| Data   | Hora  |               | Placar |               | Set 1 | Set 2 | Set 3 | Set 4 | Set 5 | Total   | Relatório |
| ------ | ----- | ------------- | ------ | ------------- | ----- | ----- | ----- | ----- | ----- | ------- | --------- |
| 18 ago | 17:30 | Eslovênia     | 3–0    | Coreia do Sul | 25–16 | 25–18 | 26–24 |       |       | 76–58   | P2P3      |
| 18 Aug | 19:30 | Alemanha      | 1–3    | Argentina     | 17–25 | 23–25 | 27–25 | 14–25 |       | 81–100  | P2P3      |
| 19 ago | 17:30 | Cuba          | 2–3    | Alemanha      | 22–25 | 25–16 | 25–22 | 20-25 | 10-15 | 102–63  | P2P3      |
| 19 ago | 19:30 | Eslovênia     | 1–3    | Argentina     | 21–25 | 20–25 | 25–21 | 18-25 |       | 84–71   | P2P3      |
| 20 ago | 17:30 | Cuba          | 0–3    | Eslovênia     | 12–25 | 17–25 | 22–25 |       |       | 51–75   | P2P3      |
| 20 ago | 19:30 | Coreia do Sul | 0–3    | Argentina     | 21–25 | 15–25 | 10–25 |       |       | 46–75   | P2P3      |
| 21 ago | 17:30 | Alemanha      | 3–2    | Eslovênia     | 19–25 | 25–15 | 25–12 | 18–25 | 15–10 | 102–87  | P2P3      |
| 21 ago | 19:30 | Cuba          | 1–3    | Coreia do Sul | 16–25 | 18–25 | 25–22 | 9–25  |       | 68–97   | P2P3      |
| 22 ago | 17:30 | Alemanha      | 2–3    | Coreia do Sul | 25–21 | 25–18 | 23–25 | 23–25 | 13–15 | 109–104 | P2P3      |
| 22 ago | 19:30 | Cuba          | 2–3    | Argentina     | 25–23 | 25–16 | 20–25 | 25–27 | 11–15 | 106–106 | P2P3      |

### Grupo B
Classificação
|     |                |     | Jogos | Jogos | Jogos | Pontos | Pontos | Pontos | Sets | Sets | Sets  |
| Pos | Equipe         | Pts | T     | V     | D     | V      | P      | R      | V    | P    | R     |
| --- | -------------- | --- | ----- | ----- | ----- | ------ | ------ | ------ | ---- | ---- | ----- |
| 1   | Rússia         | 11  | 4     | 4     | 0     | 333    | 260    | 1.281  | 12   | 2    | 6,000 |
| 2   | Bielorrússia   | 9   | 4     | 3     | 1     | 304    | 262    | 1.160  | 9    | 4    | 2.250 |
| 3   | Estados Unidos | 4   | 4     | 2     | 2     | 338    | 383    | 0.883  | 7    | 10   | 0.700 |
| 4   | Brasil         | 5   | 4     | 1     | 3     | 337    | 329    | 1.024  | 7    | 9    | 0.778 |
| 5   | México         | 1   | 4     | 0     | 4     | 258    | 336    | 0.768  | 2    | 12   | 0.167 |

Resultados
| Data   | Hora  |                | Placar |              | Set 1 | Set 2 | Set 3 | Set 4 | Set 5 | Total   | Relatório |
| ------ | ----- | -------------- | ------ | ------------ | ----- | ----- | ----- | ----- | ----- | ------- | --------- |
| 18 ago |       | Bielorrússia   | 3–0    | Brasil       | 25–18 | 26–24 | 25–14 |       |       | 76–56   | P2P3      |
| 18 ago | 12:00 | Rússia         | 3–0    | México       | 25–18 | 25–14 | 25–13 |       |       | 75–45   | P2P3      |
| 19 ago | 10:00 | Estados Unidos | 0–3    | Rússia       | 17–25 | 20–25 | 19–25 |       |       | 56–75   | P2P3      |
| 19 ago | 12:00 | Bielorrússia   | 3–0    | México       | 25–19 | 25–20 | 25–14 |       |       | 75–53   | P2P3      |
| 20 ago | 10:00 | Brasil         | 3–0    | México       | 25–17 | 25–16 | 25–19 |       |       | 75–52   | P2P3      |
| 20 ago | 12:00 | Estados Unidos | 1–3    | Bielorrússia | 20–25 | 13–25 | 25–21 | 20-25 |       | 78–71   | P2P3      |
| 21 ago | 10:00 | Rússia         | 3–0    | Bielorrússia | 25–18 | 25–20 | 25–19 |       |       | 75–57   | P2P3      |
| 21 ago | 12:00 | Estados Unidos | 3–2    | Brasil       | 26–24 | 19–25 | 8–25  | 25–19 | 15–11 | 93–104  | P2P3      |
| 22 ago | 10:00 | Estados Unidos | 3–2    | México       | 17–25 | 24–26 | 25–19 | 30–28 | 15–10 | 111–108 | P2P3      |
| 22 ago | 12:00 | Rússia         | 3–2    | Brasil       | 25–23 | 23–25 | 25–20 | 20–25 | 15–9  | 108–102 | P2P3      |

### Grupo C
Classificação
|     |           |     | Jogos | Jogos | Jogos | Pontos | Pontos | Pontos | Sets | Sets | Sets  |
| Pos | Equipe    | Pts | T     | V     | D     | V      | P      | R      | V    | P    | R     |
| --- | --------- | --- | ----- | ----- | ----- | ------ | ------ | ------ | ---- | ---- | ----- |
| 1   | Itália    | 11  | 4     | 4     | 0     | 336    | 250    | 1.344  | 12   | 2    | 6,000 |
| 2   | Polônia   | 10  | 4     | 3     | 1     | 352    | 311    | 1.132  | 11   | 4    | 2.750 |
| 3   | Sérvia    | 6   | 4     | 2     | 2     | 287    | 286    | 1.003  | 6    | 7    | 0.857 |
| 4   | Colômbia  | 3   | 4     | 1     | 3     | 277    | 293    | 0.945  | 4    | 9    | 0.444 |
| 5   | Tailândia | 0   | 4     | 0     | 4     | 213    | 325    | 0.655  | 1    | 12   | 0.083 |

Resultados
| Data   | Hora  |          | Placar |           | Set 1 | Set 2 | Set 3 | Set 4 | Set 5 | Total  | Relatório |
| ------ | ----- | -------- | ------ | --------- | ----- | ----- | ----- | ----- | ----- | ------ | --------- |
| 18 ago | 17:30 | Polônia  | 3–0    | Colômbia  | 25–23 | 25–7  | 27–25 |       |       | 77–55  | P2P3      |
| 18 ago | 19:30 | Sérvia   | 3–0    | Tailândia | 25–16 | 27–25 | 25–6  |       |       | 77–47  | P2P3      |
| 19 ago | 17:30 | Itália   | 3–0    | Sérvia    | 25–15 | 25–18 | 25–18 |       |       | 75–51  | P2P3      |
| 19 ago | 19:30 | Polônia  | 3–1    | Tailândia | 25–21 | 23–25 | 25–17 | 25-11 |       | 98–63  | P2P3      |
| 20 ago | 17:30 | Itália   | 3–2    | Polônia   | 22–25 | 25–16 | 25–20 | 23-25 | 15-12 | 110–61 | P2P3      |
| 20 ago | 19:30 | Colômbia | 3–0    | Tailândia | 25–14 | 25–17 | 25–22 |       |       | 75–53  | P2P3      |
| 21 ago | 17:30 | Sérvia   | 0–3    | Polônia   | 27–29 | 22–25 | 23–25 |       |       | 72–79  | P2P3      |
| 21 ago | 19:30 | Itália   | 3–0    | Colômbia  | 25–19 | 25–19 | 26–24 |       |       | 76–62  | P2P3      |
| 22 ago | 17:30 | Sérvia   | 3–1    | Colômbia  | 25–18 | 12–25 | 25–20 | 25–22 |       | 87–85  | P2P3      |
| 22 ago | 19:30 | Itália   | 3–0    | Tailândia | 25–10 | 25–12 | 25–17 |       |       | 75–39  | P2P3      |

### Grupo D
Classificação
|     |                      |     | Jogos | Jogos | Jogos | Pontos | Pontos | Pontos | Sets | Sets | Sets  |
| Pos | Equipe               | Pts | T     | V     | D     | V      | P      | R      | V    | P    | R     |
| --- | -------------------- | --- | ----- | ----- | ----- | ------ | ------ | ------ | ---- | ---- | ----- |
| 1   | Turquia              | 12  | 4     | 4     | 0     | 344    | 263    | 1.308  | 12   | 2    | 6,000 |
| 2   | Japão                | 9   | 4     | 3     | 1     | 322    | 253    | 1.273  | 10   | 3    | 3.333 |
| 3   | República Dominicana | 6   | 4     | 2     | 2     | 289    | 301    | 0.960  | 7    | 7    | 1,000 |
| 4   | Peru                 | 3   | 4     | 1     | 3     | 306    | 320    | 0.956  | 4    | 10   | 0.400 |
| 5   | China                | 0   | 4     | 0     | 4     | 198    | 322    | 0.615  | 1    | 12   | 0.083 |

Resultados
| Data   | Hora  |         | Placar |                      | Set 1 | Set 2 | Set 3 | Set 4 | Set 5 | Total  | Relatório |
| ------ | ----- | ------- | ------ | -------------------- | ----- | ----- | ----- | ----- | ----- | ------ | --------- |
| 18 ago | 10:00 | Japão   | 3–0    | Peru                 | 25–23 | 26–24 | 25–18 |       |       | 76–65  | P2P3      |
| 18 ago | 12:00 | Turquia | 3–1    | República Dominicana | 25–21 | 18–25 | 25–16 | 25–14 |       | 93–76  | P2P3      |
| 19 ago | 10:00 | China   | 0–3    | Turquia              | 22–25 | 8–25  | 5–25  |       |       | 35–75  | P2P3      |
| 19 ago | 12:00 | Japão   | 3–0    | República Dominicana | 25–20 | 25–8  | 25–19 |       |       | 75–47  | P2P3      |
| 20 ago | 10:00 | Peru    | 1–3    | República Dominicana | 18–25 | 25–16 | 22–25 | 23-25 |       | 88–66  | P2P3      |
| 20 ago | 12:00 | China   | 0–3    | Japão                | 13–25 | 11–25 | 16–25 |       |       | 40–75  | P2P3      |
| 21 ago | 10:00 | Turquia | 3–1    | Japão                | 25–20 | 25–23 | 21–25 | 30–28 |       | 101–96 | P2P3      |
| 21 ago | 12:00 | China   | 1–3    | Peru                 | 17–25 | 25–22 | 18–25 | 18–25 |       | 78–97  | P2P3      |
| 22 ago | 10:00 | China   | 0–3    | República Dominicana | 13–25 | 11–25 | 21–25 |       |       | 45–75  | P2P3      |
| 22 ago | 12:00 | Turquia | 3–0    | Peru                 | 25–20 | 25–17 | 25–19 |       |       | 75–56  | P2P3      |

## Fase final

### Classificação do 17º ao 20º lugares
Classificação
|     |           |     | Jogos | Jogos | Jogos | Pontos | Pontos | Pontos | Sets | Sets | Sets  |
| Pos | Equipe    | Pts | T     | V     | D     | V      | P      | R      | V    | P    | R     |
| --- | --------- | --- | ----- | ----- | ----- | ------ | ------ | ------ | ---- | ---- | ----- |
| 1   | Tailândia | 7   | 3     | 2     | 1     | 250    | 231    | 1.082  | 8    | 3    | 2.667 |
| 3   | México    | 5   | 3     | 2     | 1     | 260    | 246    | 1.057  | 6    | 6    | 1,000 |
| 2   | China     | 4   | 3     | 1     | 2     | 239    | 255    | 0.937  | 5    | 6    | 0.833 |
| 4   | Cuba      | 2   | 3     | 1     | 2     | 253    | 270    | 0.937  | 4    | 8    | 0.500 |

Resultados
| Data   | Hora  |           | Placar |           | Set 1 | Set 2 | Set 3 | Set 4 | Set 5 | Total  | Relatório |
| ------ | ----- | --------- | ------ | --------- | ----- | ----- | ----- | ----- | ----- | ------ | --------- |
| 23 ago | 10:00 | Cuba      | 1–3    | México    | 15–25 | 25–16 | 17–25 | 16–25 |       | 73–91  | P2P3      |
| 23 ago | 10:00 | Tailândia | 3–0    | China     | 25–22 | 25–17 | 25–23 |       |       | 75–62  | P2P3      |
| 25 ago | 10:00 | Cuba      | 0–3    | China     | 23–25 | 23–25 | 27–29 |       |       | 73–79  | P2P3      |
| 25 ago | 12:00 | México    | 0–3    | Tailândia | 23–25 | 20–25 | 19–25 |       |       | 62–75  | P2P3      |
| 26 ago | 10:00 | México    | 3–2    | China     | 25–22 | 21–25 | 25–13 | 21–25 | 15–13 | 107–98 | P2P3      |
| 26 ago | 12:00 | Cuba      | 3–2    | Tailândia | 25–20 | 23–25 | 18–25 | 25-16 | 16-14 | 107–70 | P2P3      |

### Oitavas de final
Resultados
| Data   | Hora  |              | Placar |                      | Set 1 | Set 2 | Set 3 | Set 4 | Set 5 | Total   | Relatório |
| ------ | ----- | ------------ | ------ | -------------------- | ----- | ----- | ----- | ----- | ----- | ------- | --------- |
| 23 ago | 12:00 | Rússia       | 3–1    | Coreia do Sul        | 25–17 | 25–16 | 18–25 | 25–18 |       | 93–76   | P2P3      |
| 23 ago | 12:00 | Japão        | 3–2    | Sérvia               | 25–21 | 25–18 | 26–28 | 19–25 | 17–15 | 112–107 | P2P3      |
| 23 ago | 16:00 | Bielorrússia | 2–3    | Alemanha             | 25–20 | 22–25 | 18–25 | 25–16 | 10–15 | 100–101 | P2P3      |
| 23 ago | 16:00 | Turquia      | 3–0    | Colômbia             | 25–14 | 25–13 | 25–19 |       |       | 75–46   | P2P3      |
| 23 ago | 18:00 | Eslovênia    | 0–3    | Estados Unidos       | 21–25 | 18–25 | 22–25 |       |       | 61–75   | P2P3      |
| 23 ago | 18:00 | Itália       | 3–0    | Peru                 | 25–20 | 25–13 | 25–13 |       |       | 75–46   | P2P3      |
| 23 ago | 20:00 | Polônia      | 2–3    | República Dominicana | 21–25 | 22–25 | 25–15 | 25–20 | 14–16 | 107–101 | P2P3      |
| 23 ago | 20:00 | Argentina    | 3–1    | Brasil               | 22–25 | 25–23 | 25–17 | 25–18 |       | 97–83   | P2P3      |

### Classificação do 9º ao 16º lugares
Resultados
| Data   | Hora  |               | Placar |          | Set 1 | Set 2 | Set 3 | Set 4 | Set 5 | Total | Relatório |
| ------ | ----- | ------------- | ------ | -------- | ----- | ----- | ----- | ----- | ----- | ----- | --------- |
| 25 ago | 14:00 | Brasil        | 3–1    | Polônia  | 21–25 | 25–18 | 25–16 | 25–17 |       | 96–76 | P2P3      |
| 25 ago | 16:00 | Eslovênia     | 1–3    | Peru     | 20–25 | 25–19 | 22–25 | 17–25 |       | 84–94 | P2P3      |
| 25 ago | 18:00 | Bielorrússia  | 3–0    | Colômbia | 25–16 | 25–19 | 25–21 |       |       | 75–56 | P2P3      |
| 25 ago | 20:00 | Coreia do Sul | 3–1    | Sérvia   | 25–17 | 23–25 | 25–14 | 25–23 |       | 98–79 | P2P3      |

#### Quartas de final
Resultados
| Data   | Hora  |                | Placar |                      | Set 1 | Set 2 | Set 3 | Set 4 | Set 5 | Total | Relatório |
| ------ | ----- | -------------- | ------ | -------------------- | ----- | ----- | ----- | ----- | ----- | ----- | --------- |
| 25 ago | 13:00 | Estados Unidos | 0–3    | Itália               | 7–25  | 16–25 | 15–25 |       |       | 38–75 | P2P3      |
| 25 ago | 16:00 | Alemanha       | 0–3    | Turquia              | 20–25 | 8–25  | 28–30 |       |       | 56–80 | P2P3      |
| 25 ago | 18:00 | Rússia         | 3–0    | Japão                | 25–22 | 25–17 | 32–30 |       |       | 82–69 | P2P3      |
| 25 ago | 20:00 | Argentina      | 0–3    | República Dominicana | 21–25 | 17–25 | 18–25 |       |       | 56–75 | P2P3      |

### Classificação do 13º ao 16º lugares
Resultados
| Data   | Hora  |           | Placar |          | Set 1 | Set 2 | Set 3 | Set 4 | Set 5 | Total | Relatório |
| ------ | ----- | --------- | ------ | -------- | ----- | ----- | ----- | ----- | ----- | ----- | --------- |
| 26 ago | 14:00 | Eslovênia | 2–3    | Colômbia | 25-22 | 16-25 | 25-18 | 16-25 | 10-15 | 92–0  | P2P3      |
| 26 ago | 16:00 | Polônia   | 1–3    | Sérvia   | 24–26 | 25–23 | 16–25 | 12-25 |       | 77–74 | P2P3      |

### Classificação do 9º ao 12º lugares
Resultados
| Data   | Hora  |        | Placar |               | Set 1 | Set 2 | Set 3 | Set 4 | Set 5 | Total | Relatório |
| ------ | ----- | ------ | ------ | ------------- | ----- | ----- | ----- | ----- | ----- | ----- | --------- |
| 26 ago | 20:45 | Peru   | 0–3    | Bielorrússia  | 18-25 | 17-25 | 23-25 |       |       | 58–0  | P2P3      |
| 26 ago | 21:25 | Brasil | 3–0    | Coreia do Sul | 25–13 | 25–13 | 25–15 |       |       | 75–41 | P2P3      |

### Classificação do 5º ao 8º lugares
Resultados
| Data   | Hora  |                | Placar |          | Set 1 | Set 2 | Set 3 | Set 4 | Set 5 | Total | Relatório |
| ------ | ----- | -------------- | ------ | -------- | ----- | ----- | ----- | ----- | ----- | ----- | --------- |
| 26 ago | 13:00 | Estados Unidos | 1–3    | Alemanha | 25–20 | 22–25 | 17–25 | 17-25 |       | 81–70 | P2P3      |
| 26 ago | 17:15 | Argentina      | 0–3    | Japão    | 18–25 | 19–25 | 12–25 |       |       | 49–75 | P2P3      |

### Semifinais
Resultados
| Data   | Hora  |                      | Placar |         | Set 1 | Set 2 | Set 3 | Set 4 | Set 5 | Total  | Relatório |
| ------ | ----- | -------------------- | ------ | ------- | ----- | ----- | ----- | ----- | ----- | ------ | --------- |
| 26 ago | 18:00 | Itália               | 3–1    | Turquia | 25–20 | 25–22 | 27–29 | 26-24 |       | 103–71 | P2P3      |
| 26 ago | 20:00 | República Dominicana | 3–0    | Rússia  | 25–17 | 28–26 | 25–21 |       |       | 78–64  | P2P3      |

### Décimo quinto lugar
Resultado
| Data   | Hora  |         | Placar |           | Set 1 | Set 2 | Set 3 | Set 4 | Set 5 | Total | Relatório |
| ------ | ----- | ------- | ------ | --------- | ----- | ----- | ----- | ----- | ----- | ----- | --------- |
| 27 ago | 10:00 | Polônia | 2–3    | Eslovênia | 25-16 | 25-22 | 13-25 | 19-25 | 12-15 | 94–0  | P2P3      |

### Décimo terceiro lugar
Resultado
| Data   | Hora  |        | Placar |          | Set 1 | Set 2 | Set 3 | Set 4 | Set 5 | Total | Relatório |
| ------ | ----- | ------ | ------ | -------- | ----- | ----- | ----- | ----- | ----- | ----- | --------- |
| 27 ago | 12:00 | Sérvia | 3–0    | Colômbia | 25–18 | 25–18 | 25–21 |       |       | 75–57 | P2P3      |

### Décimo primeiro lugar
Resultado
| Data   | Hora  |      | Placar |               | Set 1 | Set 2 | Set 3 | Set 4 | Set 5 | Total | Relatório |
| ------ | ----- | ---- | ------ | ------------- | ----- | ----- | ----- | ----- | ----- | ----- | --------- |
| 27 ago | 14:00 | Peru | 1–3    | Coreia do Sul | 22–25 | 20–25 | 27–25 | 16-25 |       | 85–75 | P2P3      |

### Nono lugar
Resultado
| Data   | Hora  |              | Placar |        | Set 1 | Set 2 | Set 3 | Set 4 | Set 5 | Total | Relatório |
| ------ | ----- | ------------ | ------ | ------ | ----- | ----- | ----- | ----- | ----- | ----- | --------- |
| 27 ago | 16:00 | Bielorrússia | 3–1    | Brasil | 25-23 | 25-21 | 20-25 | 25-23 |       | 95–0  | P2P3      |

### Sétimo lugar
Resultado
| Data   | Hora  |                | Placar |           | Set 1 | Set 2 | Set 3 | Set 4 | Set 5 | Total | Relatório |
| ------ | ----- | -------------- | ------ | --------- | ----- | ----- | ----- | ----- | ----- | ----- | --------- |
| 27 ago | 10:00 | Estados Unidos | 1–3    | Argentina | 17–25 | 19–25 | 25–19 | 28-30 |       | 89–69 | P2P3      |

### Quinto lugar
Resultado
| Data   | Hora  |          | Placar |       | Set 1 | Set 2 | Set 3 | Set 4 | Set 5 | Total | Relatório |
| ------ | ----- | -------- | ------ | ----- | ----- | ----- | ----- | ----- | ----- | ----- | --------- |
| 27 ago | 12:00 | Alemanha | 0–3    | Japão | 22–25 | 10–25 | 21–25 |       |       | 53–75 | P2P3      |

### Terceiro lugar
Resultado
| Data   | Hora  |         | Placar |        | Set 1 | Set 2 | Set 3 | Set 4 | Set 5 | Total | Relatório |
| ------ | ----- | ------- | ------ | ------ | ----- | ----- | ----- | ----- | ----- | ----- | --------- |
| 27 ago | 17:30 | Turquia | 1–3    | Rússia | 21–25 | 21–25 | 25–16 | 15-25 |       | 82–66 | P2P3      |

### Final
Resultado
| Data   | Hora  |        | Placar |                      | Set 1 | Set 2 | Set 3 | Set 4 | Set 5 | Total | Relatório |
| ------ | ----- | ------ | ------ | -------------------- | ----- | ----- | ----- | ----- | ----- | ----- | --------- |
| 27 ago | 19:30 | Itália | 3–1    | República Dominicana | 25–23 | 19–25 | 25–12 | 25-20 |       | 94–60 | P2P3      |